# Giuseppe Matteo Alberti
Pour les articles homonymes, voir Giovanni Alberti et Alberti.
Giuseppe  Matteo Alberti (né le 20 septembre 1685 à Bologne et mort dans cette même ville le 18 février 1751) est un violoniste et compositeur italien de musique baroque.

## Biographie
Il étudie le violon avec Carlo Manzolini et P.M. Minelli, le contrepoint avec Floriano Maria Arresti.
En 1705, il devient membre de l'Accademia Filarmonica. À partir de 1709, il joue du violon dans l'orchestre de San Petronio Basilica à Bologne. Puis il est élu président de l'académie six fois et pour la première fois en 1721. En 1726, il est maître de chapelle de San Giovanni in Monte et en 1734 de San Domenico.

## Œuvres
Ses compositions sont influencées par la musique de Antonio Vivaldi et ont souvent été jouées en Angleterre. Une majeure partie de son œuvre est écrite pour instrument. Il a publié douze symphonies, dix concertos en six parties pour violon.

### Liste sélective
Instrumental
- 10 Concerti per chiesa e per camera, Op. 1 (Bologne, 1713)
- Sonate a violino e basso, Op. 2 (Bologne, 1721)
- XII sinfonie a quattro ‘op.2’ (Amsterdam, 1725)

Vocal
- Regina Coeli, 8vv, (Bologne, 1714)
- Kantate: Questo cuor ch'è duro ancora pour voix alto, cordes et B.c. (Bologne, 1719)
- Oratorio La vergine annunziata (Bologne, 1720)
- Canzonettes dans La ricreazione spirituale (Bologne, 1730)

## Source de traduction
- (en) Cet article est partiellement ou en totalité issu de l’article de Wikipédia en anglais intitulé « Giuseppe Matteo Alberti » (voir la liste des auteurs).